# Pomme de senteur

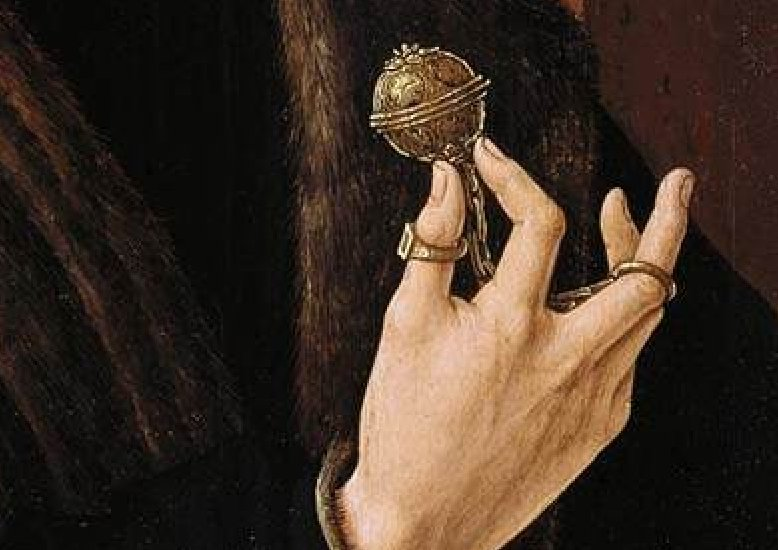
Portrait de Jan Gerritz van Egmond van de Dijenborgh, bourgmestre d'Alkmaar, détail, v. 1518 par Jacob Cornelisz Van Ootsanen (1472, 1533)

Une pomme de senteur, également nommée pomme d'ambre, pomander, pomandre ou pommandre est une boule en forme de pomme composée de produits odoriférants à visée prophylactique tels que l'ambre gris, la civette ou le musc. Plus tard, il devient un bijou en métal précieux ciselé,  contenant les mêmes parfums.   

## Histoire

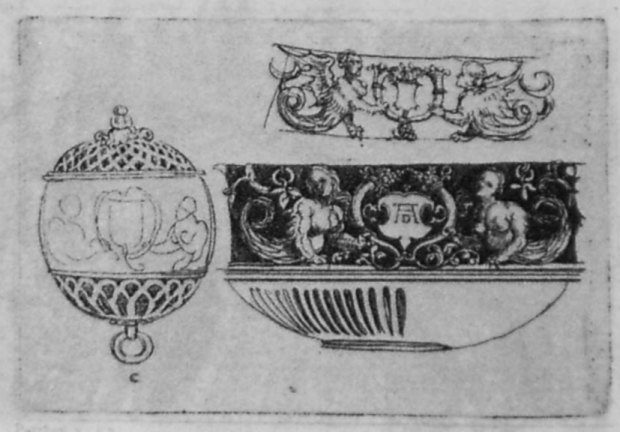
Esquisse d'un pomander basée sur un dessin d'Albrecht Dürer

L'histoire des pommes de senteur court du XIIe siècle au XVIIIe siècle.
La première mention de pomme d'ambre, ou pomander, désigne une pépite d'ambre gris enchâssée dans une boule de senteurs. On lui prêtait des vertus curatives mais aussi aphrodisiaques. Le premier pomander est cité en 1174 dans un texte décrivant le présent offert à l'Empereur Frédéric Barberousse par le roi Baudouin de Jérusalem. Il le remerciait ainsi de son aide dans la lutte contre les infidèles[réf. souhaitée].
À partir du XIVe siècle, le terme de « pomander » désigne l'objet où prend place la boule odorante. Elle est constituée d'une petite cage sphérique s'ouvrant à l'équateur par une charnière et un ressort. Elle a un usage essentiellement prophylactique ou thérapeutique et est très utilisée pendant les épidémies de peste, les recettes du mélange de substances aromatiques étant adaptées en fonction du niveau de vie des utilisateurs. Elle sert également à parfumer le linge de corps qui n'est pas renouvelé régulièrement, même dans les milieux de la Cour.
Au temps de la Renaissance, les pomanders deviennent pièces d'orfèvrerie, ciselées en or, argent ou vermeil.
Au tournant du XVIe siècle, ils s'ornent d'incrustations de perles, émaux ou pierres précieuses, grenat, rubis, topaze, émeraude ou diamant. Munis d'un pied, ils s'ouvrent en quartiers sur de petits réceptacles pouvant réunir plusieurs parfums sous forme de pâte ou de poudre.
La fin du XVIIe siècle voit leur supposés pouvoir ésotériques tournés en dérision. Ils ne sont plus portés que par coquetterie et leurs senteurs lourdes et entêtantes sont supposées servir l'art de la séduction.
Ils passent de mode au milieu du XVIIIe siècle.

## Symbolique
Les pomanders adoptèrent des formes très variées : crânes, crucifix, escargots, pommes, œufs, noix ou fleurs, chacune ayant une signification symbolique et ésotérique particulière. Les monogrammes, inscription ou motifs allégoriques dont ils étaient ornés, étaient supposés renforcer leur pouvoir. Transmis de génération en génération, les pomanders étaient en effet bien plus que des objets à parfumer : on leur prêtait des vertus magiques protégeant des forces du mal et de la maladie. Les princes et les nobles en faisaient grand usage, comme les prêtres et les médecins qui comptaient sur leur présence pour se préserver de la contagion.

## Usage

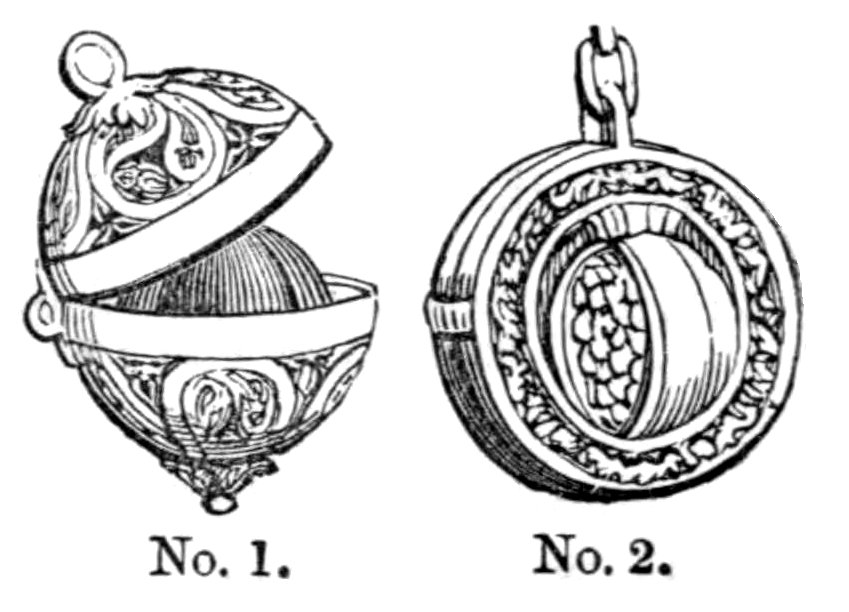
Dessins de pomander et boîte à parfum (1896)

Les grands pomanders se portent accrochés à la ceinture ou en pendentif autour du cou.
Les plus petits, parfois pas plus grands qu'un dé à coudre et reliés par une chaînette à une bague, se tiennent en permanence au creux de la main.
D'autres se fixent en breloque à un bracelet, un collier ou servent de bouton à une cape.

## Version végétale

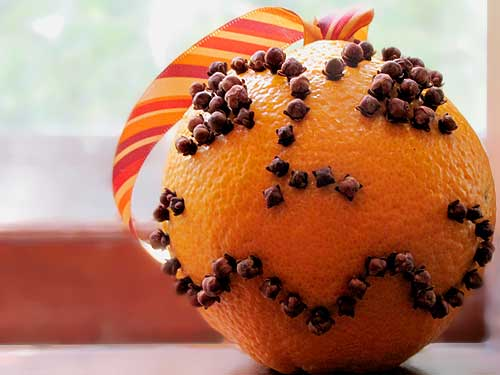
Une « pomme d'ambre » : orange plantée de clous de girofle

L'orange, ou autre agrume, piquée de clous de girofle et enrobée de poudre d'épices est la version végétale du bijou en métal précieux. En ameublement, elle sert aujourd'hui à parfumer et décorer la maison ou, placée dans les armoires, à protéger le linge contre les mites.

## Iconographie

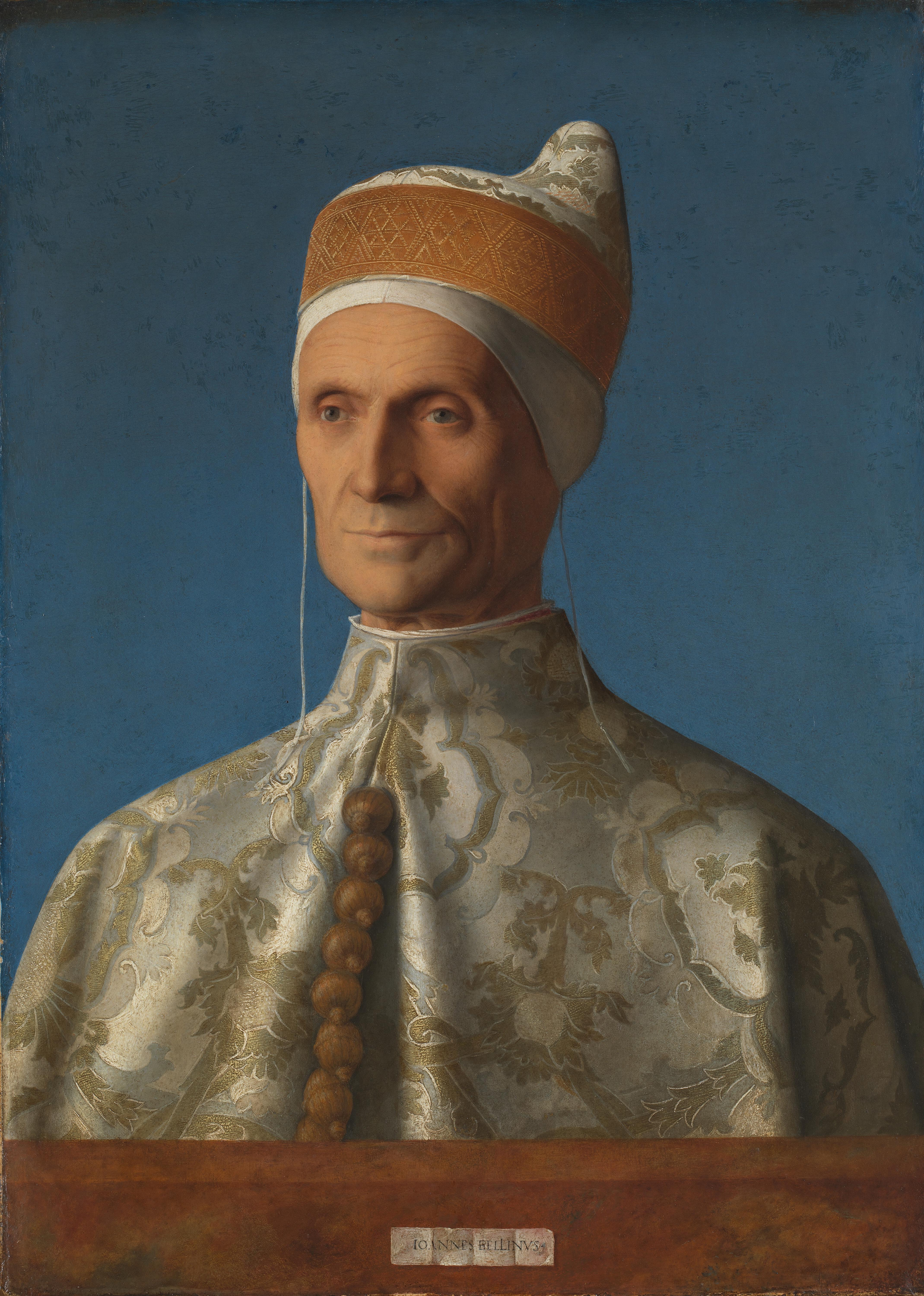
Portrait du Doge Leonardo Loredano avec un chapelet de pomanders (1501), Giovanni Bellini (1430–1516), National Gallery, Londres
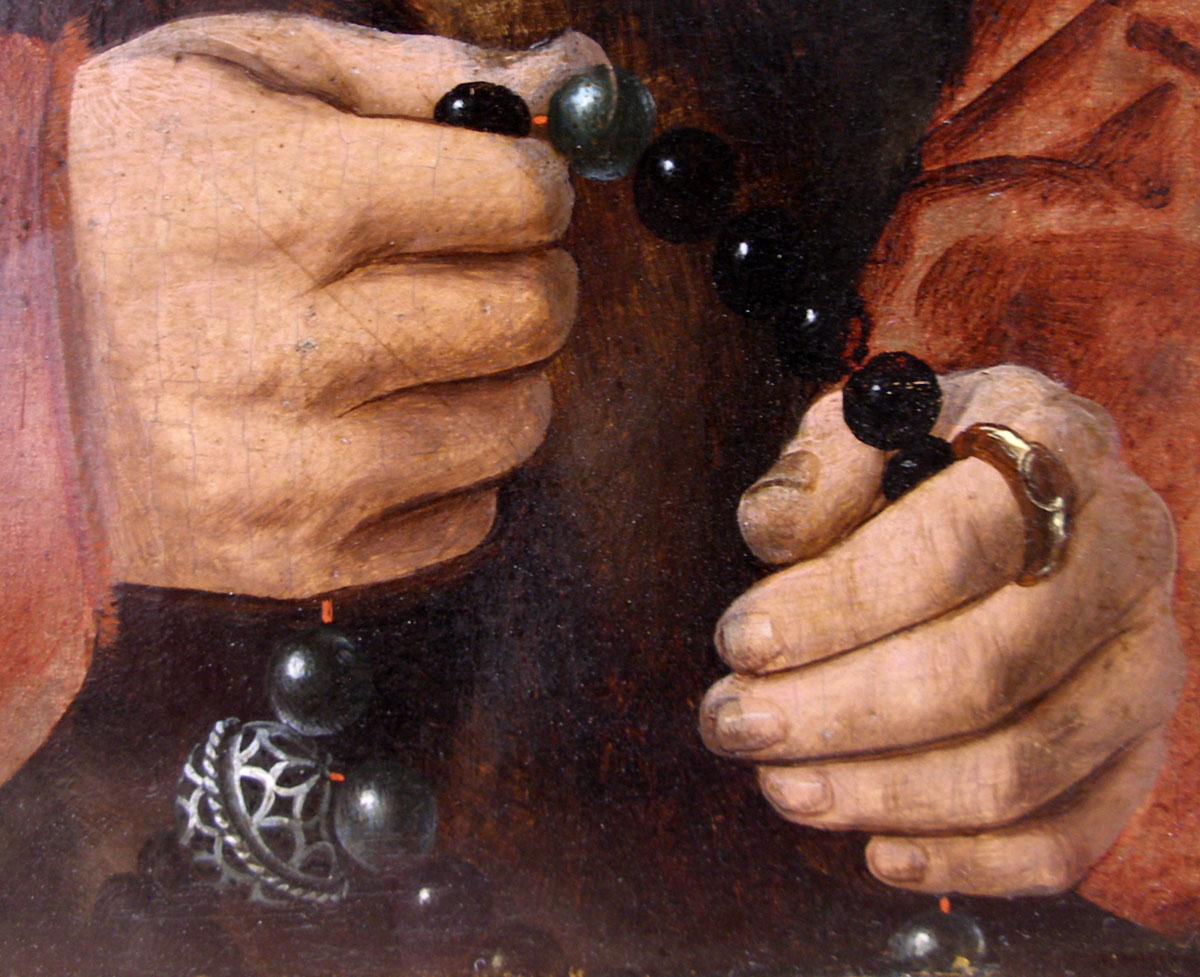
Portrait de Gerhard Pilgrum, détail : chapelet avec un pomander (1528), Bartholomäus Bruyn l’Ancien (1493–1555), Wallraf-Richartz Museum, Cologne, Allemagne
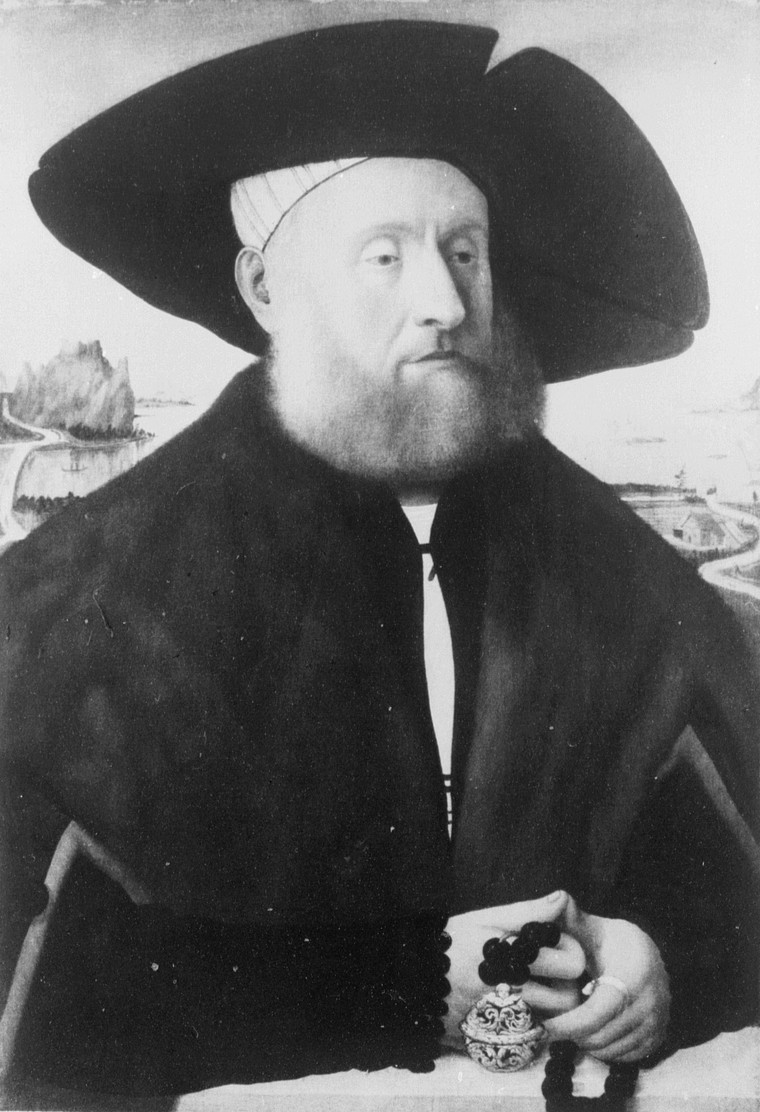
Portrait d'un homme avec un pomander (v. 1534), Christoph Amberger, Musées Royaux des Beaux-Arts de Belgique, Bruxelles
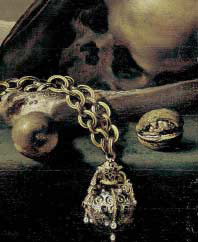
Vanité avec coupe marine et pomme d'ambre au bout d'une chaîne en or, détail (1636), Pieter Claesz
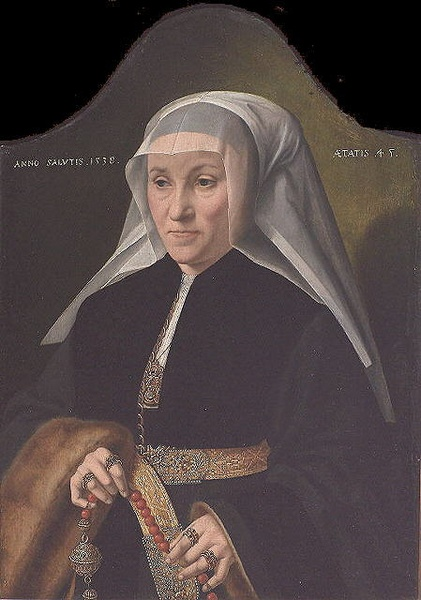
Portrait d'une femme portant un pomander (v. 1538) Bartholomäus Bruyn l’Ancien
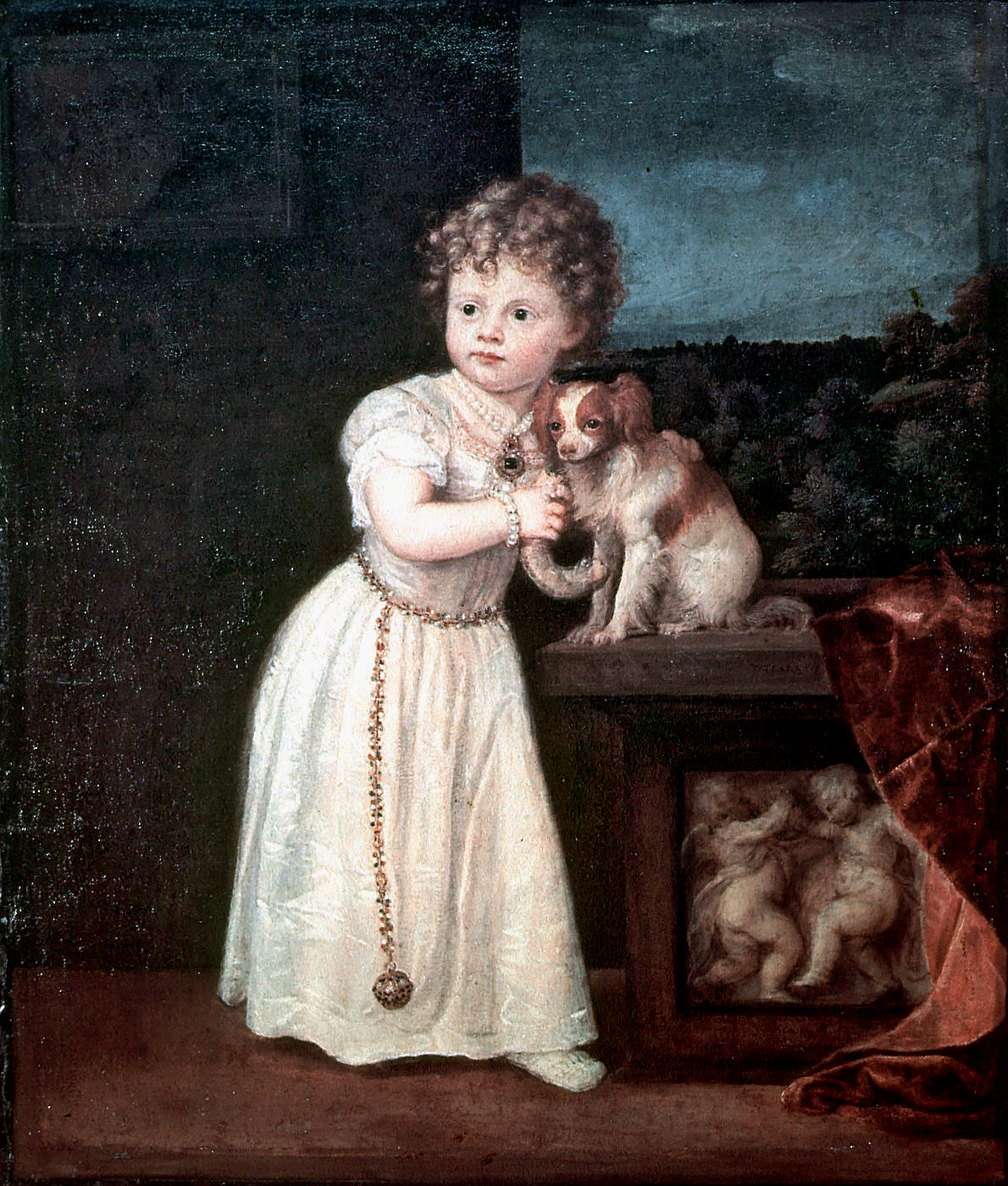
Portrait de Clarissa Strozzi  (1542), Le Titien
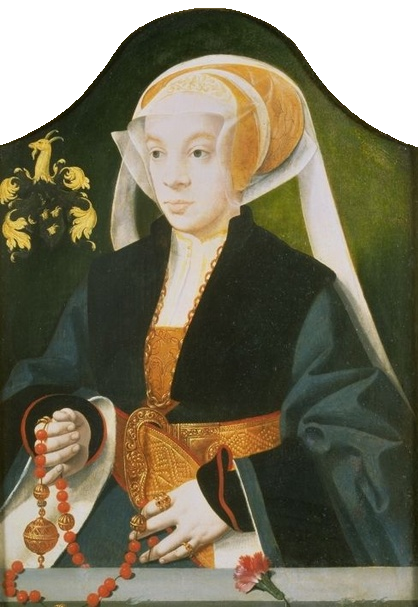
Portrait de femme avec un pomander (v. 1547), Bartholomäus Bruyn l’Ancien
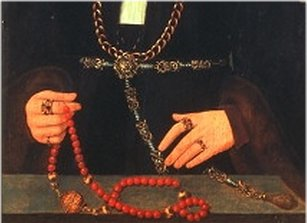
Chapelets du Moyen Âge avec des pomanders (v.1549), Bartholomäus Bruyn l’Ancien
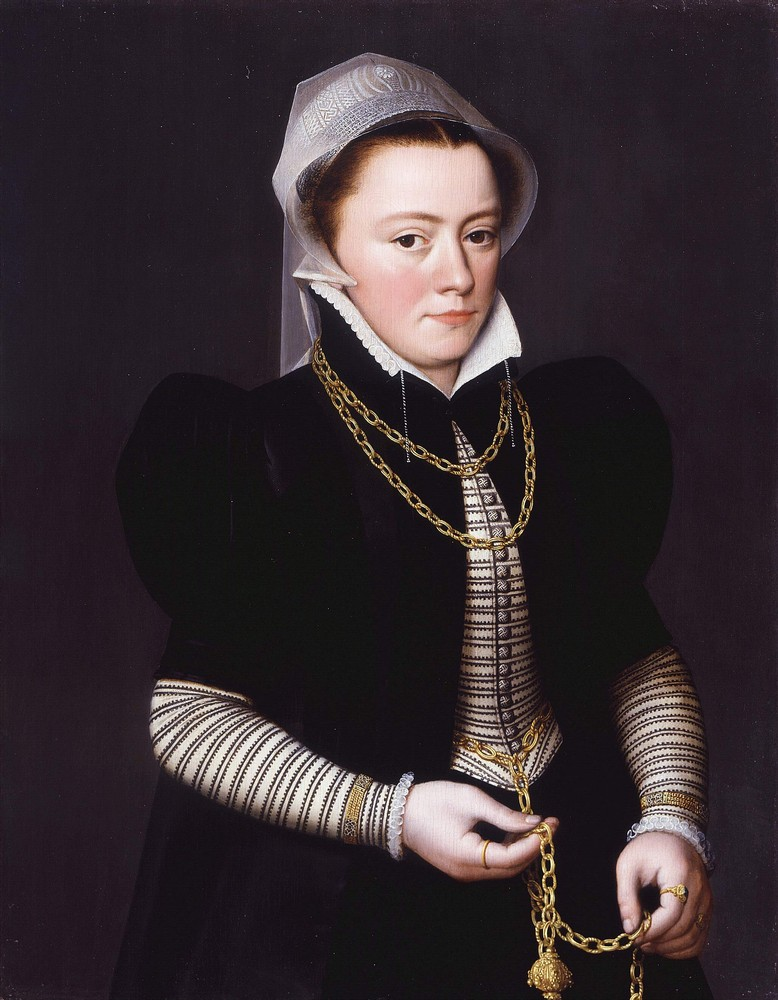
Portrait d'une femme portant un pomander au bout d'une chaîne en or (v. 1560), Pieter Janz. Pourbus
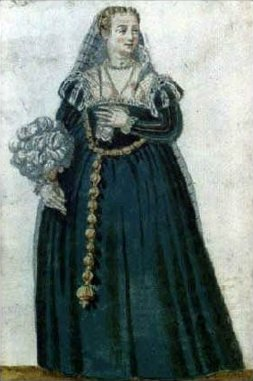
Portrait d'une vénitienne portant un pomander (v. 1575)